# Autonomna pokrajina Bocen
Autonomna pokrajina Bocen - Južni Tirol (talijanski: Provincia autonoma di Bolzano - Alto Adige, njemački: Autonome Provinz Bozen - Südtirol, ladinski: Provinzia autonòma de Balsan - Südtirol; poznat na talijanskom i kao : Alto Adige, Sudtirolo ili Tirolo del Sud, na njemačkom: Südtirol, na ladinskom: Südtirol) je autonomna pokrajina na sjeveru Italije, u srednjoj Europi. Glavni grad Južnog Tirola je Bocen.

## Općenito
Ukupna površina Južnog Tirola sa 116 općina iznosi 7,399,97 km², a broj stanovnika je 481,133 (2005.).
U službenoj su uporabi tri jezika i to njemački, talijanski i ladinski. Njemačkim se kao materinjim jezikom služi 69,15%, talijanskim 26,47%, a ladinskim 4,38% stanovništva.
Ova pokrajina bila je dio Austro-Ugarske do talijanske aneksije 1919. godine. U današnje vrijeme zajedno s pokrajinom Trentino (njemački: Trient) čini autonomnu regiju Trentino-Južni Tirol. 
Naziv Južni Tirol nastao je krajem 19. stoljeća kao oznaka za južni dio Tirola i to južno od prijevoja Brennera. Granica s austrijskom pokrajinom Tirol ujedno je i državna austrijsko-talijanska granica od kraja Prvog svjetskog rata. Najvažniji granični prijelaz u tom alpskom području je Brennera, preko kojeg se odvija sav cestovni i željeznički promet. Oko 2015. godine trebao bi biti dovršen i tunel kroz prijevoj Brenner.

## Općine
| Njemački naziv            | Talijanski naziv              | Stanovništvo |
| ------------------------- | ----------------------------- | ------------ |
| Bozen                     | Bolzano                       | 98.657       |
| Meran                     | Merano                        | 35.602       |
| Brixen                    | Bressanone                    | 19.504       |
| Leifers                   | Laives                        | 15.962       |
| Bruneck                   | Brunico                       | 14.148       |
| Eppan an der Weinstraße   | Appiano sulla Strada del Vino | 13.325       |
| Lana                      | Lana                          | 10.458       |
| Kaltern an der Weinstraße | Caldaro sulla strada del vino | 7.307        |
| Ritten                    | Renon                         | 7.147        |
| Sarnthein                 | Sarentino                     | 6.669        |
| Kastelruth                | Castelrotto                   | 6.247        |
| Sterzing                  | Vipiteno                      | 5.947        |
| Schlanders                | Silandro                      | 5.908        |
| Ahrntal                   | Valle Aurina                  | 5.641        |
| Naturns                   | Naturno                       | 5.201        |
| Latsch                    | Laces                         | 5.050        |

## Vanjske poveznice
- službene stranice